# Operation Chestnut
Under 2. verdenskrig, var Operation Chestnut et fejlslagen britisk raid med 2 Special Air Service-grupper, der skulle gennemføres til støtte for de allieredes invasion af Sicilien. 
To hold af ti mænd hver, med kodenavnet "Pink" og "Brig", blev ned kastet på det nordlige Sicilien om natten til den 12. juli 1943, for at afbryde kommunikation og transport. Alle radioer blev ødelagt og meget ammunition, sprængstoffer og mad gik tabt i udspringet. Et hold landede i nærheden af et beboet område, så forsvarene blev advaret.
Uden radioer kunne ingen af holdene kontakte og dirigere flyene hen til dem så de kunne kaste forstærkninger ned. Flyene fløj til sidst tilbage til basen uden at have kastet noget ned. Holdene var ude af stand til at opnå noget som var værd for invasionen og begyndte at gå tilbage til allierede linjer.
Dette var det første faldskærmsraid for de 2 SAS-grupper.